# Ruta 12 (Paraguay)
Die Ruta 12, auch Vicepresidente Sánchez genannt, ist eine Fernstraße in Paraguay. Die Straße bildet eine diagonale Ost-West-Route im Gran Chaco und verläuft von Remansito in der Nähe der Hauptstadt Asunción bis zum Parque Nacional Tinfunque. Die Strecke ist 303 Kilometer lang.

## Straßenbeschreibung
Die Ruta 12 beginnt in Remansito am Westufer des Río Paraguay in der Nähe der Grenze zu Argentinien. Am Ostufer liegt Asunción, was über die Verbindung mit der Ruta 9 erreicht werden kann. Die RN12 läuft nach Westen durch die nördlichen Savanne, eine kurze Strecke parallel zur argentinischen Grenze. Es gibt keine wesentlichen Ortschaften auf dem Weg, die Straße führt in den Nationalpark Tinfunque.

## Geschichte
Nur die tangentiale Verbindung zwischen der Ruta 9 und der Grenze zu Argentinien ist asphaltiert, der Rest der Strecke ist nicht asphaltiert und teilweise unpassierbar.